# Australoskoczek
Australoskoczek (Leggadina) – rodzaj ssaków z podrodziny myszy (Murinae) w obrębie rodziny myszowatych (Muridae).

## Rozmieszczenie geograficzne
Rodzaj obejmuje gatunki występujące endemicznie w Australii.

## Morfologia
Długość ciała (bez ogona) 50–100 mm, długość ogona 40–70 mm, długość ucha 11–15 mm, długość tylnej stopy 14–19 mm; masa ciała 13–30 g.

## Systematyka
Rodzaj (w randze podrodzaju w obrębie Pseudomys) zdefiniował w 1910 roku angielski zoolog Oldfield Thomas w artykule zatytułowanym O ogólnym układzie australijskich myszowych do tej pory określanych mianem „Mus”, opublikowanym w czasopiśmie „The Annals and magazine of natural history”. Na gatunek typowy Thomas wyznaczył (oryginalne oznaczenie) australoskoczek ugorowy (L. forresti).

### Etymologia
Leggadina: rodzaj Leggada J.E. Gray, 1837 (mysz); łac. przyrostek -ina ‘należący do’.

### Podział systematyczny
Gatunki z tego rodzaju były dawniej włączane do pseudomyszy (Pseudomys), jest to jednak osobny rodzaj. Australoskoczek należy do australijskich „starych endemitów”; najstarsze szczątki tych zwierząt zidentyfikowano w osadach późnego pliocenu. Analizy DNA mitochondrialnego i jądrowego wskazują, że rodzaj ten należy do tego samego kladu co pseudomysz i skakuszka (Notomys). Do rodzaju należą następujące występujące współcześnie gatunki:
| Grafika | Gatunek                 | Autor i rok opisu | Nazwa zwyczajowa         | Podgatunki         | Rozmieszczenie geograficzne | Podstawowe wymiary                  | Status IUCN |
| ------- | ----------------------- | ----------------- | ------------------------ | ------------------ | --- | ----------------------------------- | ----------- |
|         | Leggadina forresti      | (O. Thomas, 1906) | australoskoczek ugorowy  | gatunek monotypowy | obszary o niskich opadach deszczu w środkowym i południowym Terytorium Północnym, w głębi lądu w Queenslandzie, w skrajnie wschodnio-środkowej Australii Zachodniej, w północnej Australii Południowej i północno-zachodniej Nowej Południowej Walii | DC: 7–10 cm DO: 5–7 cm MC: 13–30 g  | LC          |
|         | Leggadina lakedownensis | Watts, 1976       | australoskoczek piaskowy | gatunek monotypowy | monsunowy północny kontynent, również wyspa Thevenard, przeniesiony na pobliską wyspę Serrurier (północno-zachodnia Australia Zachodnia) | DC: 5–9,2 cm DO: 4–8 cm MC: 15–30 g | LC          |

Kategorie IUCN:  LC  – gatunek najmniejszej troski. 
Opisano również gatunki wymarłe ze stanu Queensland w Australii:
- Leggadina gregoriensis Klinkhamer & Godthelp, 2015[10] (plejstocen)
- Leggadina irvini Cramb, Price & Hocknull, 2018[11] (plejstocen)
- Leggadina macrodonta Klinkhamer & Godthelp, 2015[12] (pliocen–plejstocen)
- Leggadina webbi Cramb, Price & Hocknull, 2018[13] (plejstocen)